# Peter Sutcliffe
Peter William Sutcliffe (2. června 1946 Bingley, West Riding of Yorkshire, Spojené království – 13. listopadu 2020 Durham, Anglie) byl anglický sériový vrah, jenž dostal přezdívku Yorkshirský Rozparovač. V roce 1981 byl odsouzen za vraždu třinácti žen a útoky na několik dalších. Odpykával si doživotní trest odnětí svobody v Broadmoorské nemocnici. Sutcliffe začal používat jméno Peter William Coonan v určité době po svém odsouzení.

## Mládí
Narodil se v Bingley, West Riding of Yorkshire, coby syn Johna a Kathleen Sutcliffových. Neboť byl (údajně) samotář ve škole, opustil ji ve věku 15 let a prošel řadou podřadných, nekvalifikovaných zaměstnání, zahrnující dvě služební období, kdy v šedesátých letech dvacátého století pracoval jako hrobník. Pracoval na balicí lince v továrně firmy Baird Television Ltd. mezi listopadem 1971 a dubnem 1973, ale opustil ji poté, co byl vyzván k tomu, aby šel pracovat na ulici jako prodavač. Poté, co se tak stalo, pracoval od dubna 1973 na nočních směnách ve firmě Britannia Works of Anderton International. V únoru 1975 přešel na dočasnou nezaměstnanost, 4. června 1975 využil výdělek z práce na získání oprávnění k řízení velkých nákladních automobilů a začal pracovat jako řidič pro pneufirmu 29. září téhož roku. Nicméně, 5. března 1976 byl vyhozen za krádež opotřebovaných pneumatik. Následně byl nezaměstnaný až do října 1976, kdy získal další práci řidiče velkého nákladního vozu T & WH Clark v průmyslovém areálu Canal Road v Bradfordu.
Jako mladý muž hojně navštěvoval prostitutky a bylo zvažováno, zda jeho špatná zkušenost s jednou z nich (během které byl údajně obrán o peníze) nepomohla podnítit jeho násilnou nenávist vůči ženám.
Poprvé se seznámil se Soniou Szurmou, ženou českého a ukrajinského původu, o Sv. Valentýnu roku 1967 a oženil se s ní 10. srpna 1974. V průběhu několika let po svatbě přetrpěla určitý počet potratů a posléze byl pár informován, že není schopna mít děti. Krátce poté se navrátila ke kursu školení učitelů. Když roku 1977 tento kurs dokončila a začala vyučovat, spolu s manželem využili peníze navíc k zakoupení svého prvního domu v Heatonu v Bradfordu, kam se přesunuli 26. září 1977, a kde stále žili v době Sutcliffova zatčení za vraždy v roce 1981.

## Kriminální záznamy

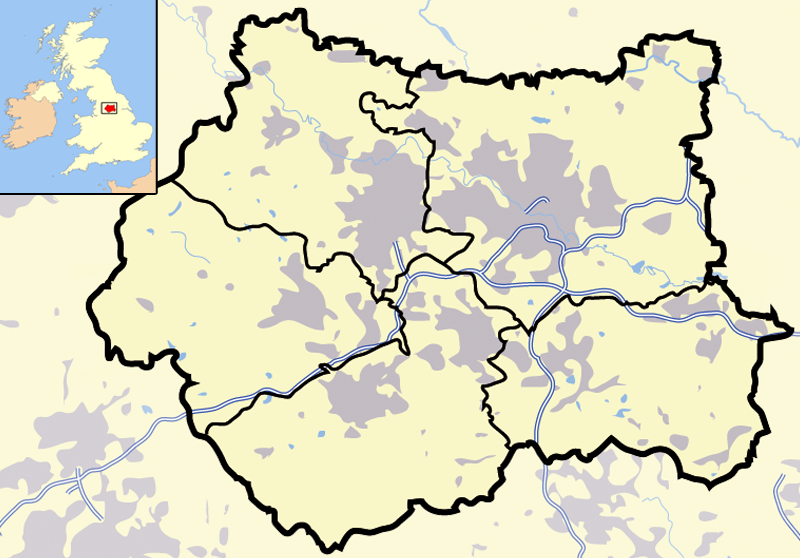
Západní Yorkshire, lokace všech vražd Yorkshirského Rozparovače (kromě 6 a 9, které jsou mimo mapu směrem na jihozápad).

### Oběti
Byl usvědčen ze zabití třinácti lidí:
| Datum              | Jméno oběti        | Věk v době smrti | Tělo nalezeno                                                     | Číslo vraždy |
| ------------------ | ------------------ | ---------------- | ----------------------------------------------------------------- | ------------ |
| 30. října 1975     | Wilma McCann       | 28               | Prince Phillip Playing Fields v Leeds                             | 1            |
| 20. ledna 1976     | Emily Jackson      | 42               | Manor Street v Sheepscar v Leeds                                  | 2            |
| 5. února 1977      | Irene Richardson   | 28               | Roundhay Park v Leeds                                             | 3            |
| 23. dubna 1977     | Patricia Atkinson  | 32               | Flat 3, 9 Oak Avenue v Bradfordu                                  | 4            |
| 26. června 1977    | Jayne MacDonald    | 16               | Dobrodružné hřiště, Reginald Street, Leeds                        | 5            |
| 1. října 1977      | Jean Jordan        | 20               | Přidělené pozemky u Southern Cemetery, Manchester                 | 6            |
| 21. ledna 1978     | Yvonne Pearson     | 21               | Pod vyhozenou pohovkou na skládce u Arthington Street, Bradford   | 7            |
| 31. ledna 1978     | Helen Rytka        | 18               | Dřevařský dvůr v Great Northern Street v Huddersfieldu            | 8            |
| 16. května 1978    | Vera Millward      | 40               | Pozemky Manchester Royal Infirmary                                | 9            |
| 4. dubna 1979      | Josephine Whitaker | 19               | Savile Park v Halifaxu                                            | 10           |
| 2. září 1979       | Barbara Leach      | 20               | Zadní část 13 Ashgrove v Bradfordu                                | 11           |
| 20. srpna 1980     | Marguerite Walls   | 47               | Zahrada domu zvaného "Claremont" na New Street ve Farsley v Leeds | 12           |
| 17. listopadu 1980 | Jacqueline Hill    | 20               | Skládka vedle Alma Road v Headingley v Leeds                      | 13           |

### 1975
Své první dokumentované napadení spáchal v noci 5. července 1975 v Keighley. Zaútočil na šestatřicetiletou Annu Rogulskyjovou, která šla sama pěšky; uvrhl ji do bezvědomí kladivem s kulatým nosem a sekl ji do břicha nožem. Vyrušen sousedem, opustil ji, aniž by ji zabil. Rogulskyjová přežila po rozsáhlém lékařském zákroku, ale byla útokem citově traumatizována.
V srpnu zaútočil na šestačtyřicetiletou Olive Smeltovou v Halifaxu. Použil stejný postup; udeřil ji zezadu a použil nůž k tomu, aby ji sekl, avšak tentokrát nad zadnici. Byl znovu vyrušen a zanechal svou oběť těžce zraněnou, ale naživu. Tak jako Roguskyjová i Smeltová po útoku trpěla citovými potížemi, například depresemi. 27. srpna napadl čtrnáctiletou Tracy Brownovou v Silsdenu. Udeřil ji zezadu a praštil ji pětkrát to hlavy, zatímco šla po polní cestě. Nebyl z tohoto útoku usvědčený, ale přiznal se k němu roku 1992.
První obětí, kterou doopravdy zabil, byla osmadvacetiletá Wilma McCannová – její vražda pak proběhla 30. října. McCannová byla matka čtyř dětí z Chapeltownské oblasti Leedsu. Dvakrát jí uhodil kladivem, předtím, než ji patnáctkrát bodnul do krku, hrudníku a břicha. Stopy spermatu byly nalezeny vzadu na jejím spodním prádle. Rozsáhlé vyšetřování, jehož se zúčastnilo 150 policejních důstojníků a při němž bylo provedeno 11 000 rozhovorů, nedokázalo odhalit viníka. Jedna z McCannové dcer spáchala sebevraždu v prosinci 2007, údajně poté, co mnoho let trpěla smrtí své matky.

### 1976
Svoji nadcházející vraždu spáchal v lednu 1976, kdy v Leedsu jednapadesátkrát bodl dvaačtyřicetiletou hospodyni Emily Jacksonovou. Jacksonová využívala rodinou dodávku k nabídkám sexuálních služeb za peníze kvůli zoufalé finanční tíži, což šokovalo rodinu i sousedy poté, co byla tato informace po vraždě odhalena. Udeřil ji do hlavy kladivem a pak použil naostřený šroubovák k tomu, aby ji bodal do krku, hrudi a břicha. Také ji dupl na stehno, což na něm zanechalo otisk jeho boty.
9. května napadl dvacetiletou Marcellu Claxtonovou v leedském Roundhay Parku. Přijala jeho nabídku na svezení, když šla domů z mejdanu. Když pak později vystoupila z auta, aby se vyčůrala, udeřil ji zezadu kladivem. Tento útok přežila a mohla pak proti němu svědčit u soudu.

### 1977
Jeho další vražda proběhla 5. února 1977, kdy napadl Irene Richardsonovou, osmadvacetiletou prostitutku z Chapeltownu, v Roundhay Parku. Umlátil ji k smrti kladivem, a jakmile byla mrtvá, znetvořil její tělo nožem. Stopy pneumatik nalezené blízko místa činu skončily na dlouhém seznamu podezřelých vozidel.

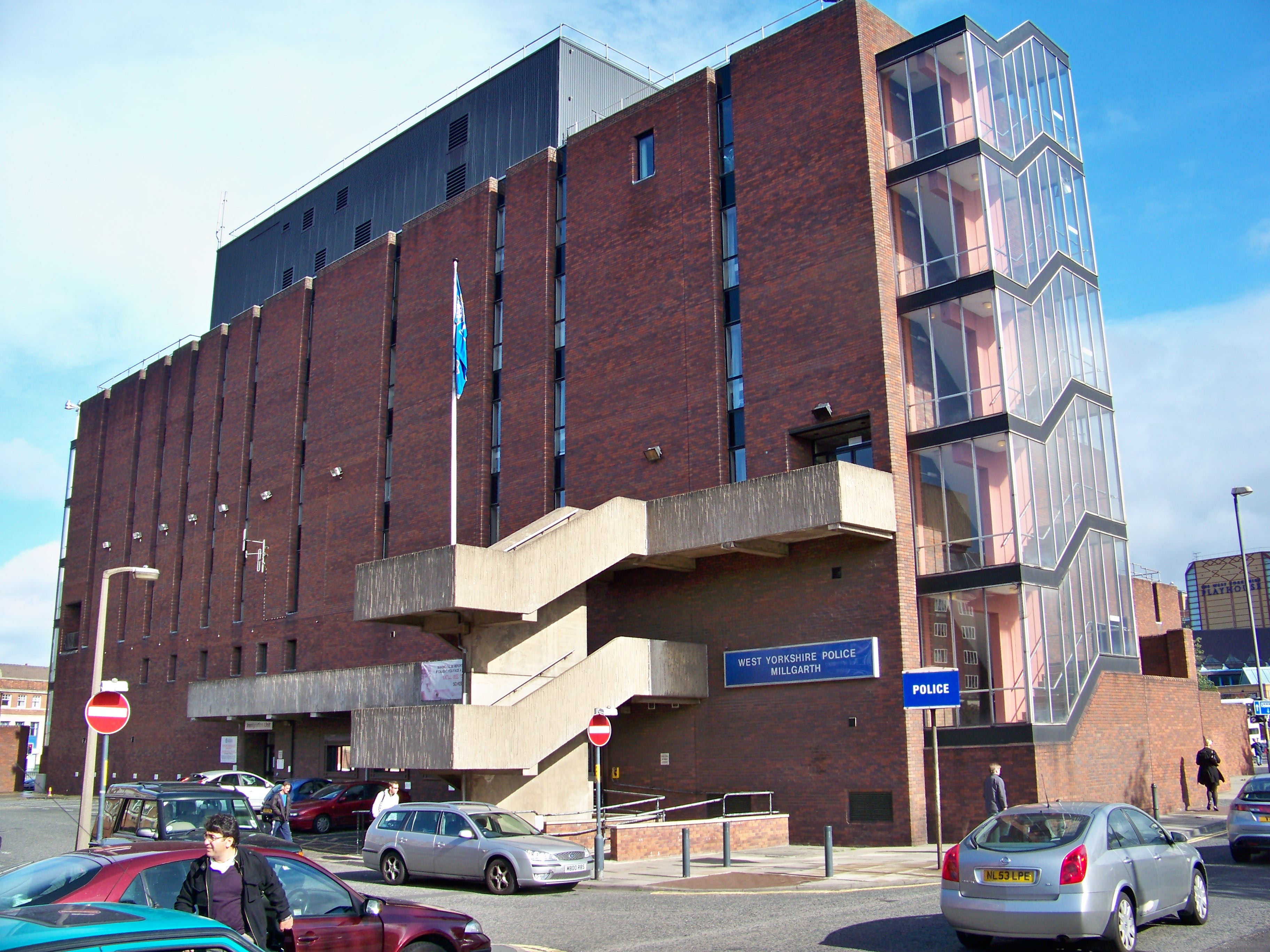
Millgarthská policejní stanice v Leedském městském centru, odkud bylo řízeno policejní vyšetřování případu Yorkshirského Rozparovače.

O dva měsíce později, 23. dubna 1977, usmrtil dvaatřicetiletou bradfordskou prostitutku Patricii "Tinu" Atkinsonovou v jejím bytě. Zde pak policie našla otisk jeho boty na ložním prádle. O dva měsíce později spáchal další vraždu v Chapeltownu – zamordoval svou nejmladší oběť, šestnáctiletou Jayne MacDonaldovou, 26. června. Nebyla to prostitutka; její vražda byla veřejností chápána jako důkaz toho, že každá žena je možná oběť.
V červenci Sutcliffe vážně zranil dvaačtyřicetiletou Maureen Longovou v Bradfordu. Byl vyrušen a nechal ji, ať zemře; svědek pak správně nerozpoznal značku jeho auta. Více než 300 policejních důstojníků pracujících na případu nahromadilo 12 500 možností a zkontrolovalo bezvýsledně tisíce automobilů.
1. října 1977 zavraždil dvacetiletou manchesterskou prostitutku Jean Jordanovou. Její tělo bylo nalezeno o deset dní později a evidentně bylo přesunováno několik dní po smrti. Když se později přiznal ke zločinům, prohlásil, že si uvědomil, že nová pětilibrová bankovka, kterou jí dal, byla vystopovatelná. Poté, co hostil rodinou oslavu ve svém novém příbytku, vrátil se do pustiny za manchesterským jižním hřbitovem, kde zanechal tělo, aby vzal bankovku pryč. Nebyl ale s to najít ani Jordanové kabelku, ani bankovku, a proto se pokusil oddělit hlavu oběti od těla rozbitou okenní tabulí a pilkou na kov, pokoušel se navodit přesvědčení, že její smrt nebyla způsobena útokem Rozparovače. Nález této bankovky, schované v tajné přihrádce kabelky, poskytl cenné svědectví. Bankovka byla nová, čímž policii umožňovala vystopovat její původ v odvětví Midland Bank v Shipley a Bingley. Policejní analýza bankovních operací jí dovolila zúžit počet podezřelých na 8000 místních zaměstnanců, kteří ji mohli dostat jako součást výplaty. Za tři měsíce vyšetřila policie 5000 mužů, a také jej osobně, ale nespojila si ho se zločinem. Jordanové tělo bylo nalezeno hercem Brucem Jonesem, který zde v té době působil jako místní mlékárenský pracovník. Měl svoji zahrádku na pozemku přiléhajícím k ploše, kde bylo tělo nalezeno. Objev učinil při hledání vyhozených cihel.
14. prosince zaútočil na další leedskou prostitutku, pětadvacetiletou Marilyn Mooreovou. Přežila a poskytla policii popis útočníka, podle kterého bylo zhotoveno jeho vyobrazení. Stopy pneumatik u této scény se shodovaly s těmi u místa dřívějšího útoku.

### 1978
Policie přerušila pátrání po osobě, která obdržela pětilibrovou bankovku, v lednu 1978. Přestože byl ohledně této bankovky dotazován, nebyl dále vyšetřován. Tentýž měsíc pak zabíjel znovu. Jeho obětí se 21. ledna stala jedenadvacetiletá bradfordská prostitutka Yvonne Pearsonová. Její tělo ukryl pod odhozenou pohovku a nebylo nalezeno až do března. 31. ledna, v noci pak zabil osmnáctiletou huddersfieldskou prostitutku Helen Rytkovou. Její tělo bylo nalezeno o tři dny později.
Znovu zabíjel po tříměsíční přestávce. 16. května skolil čtyřicetiletou Veru Millwardovou, když na ni zaútočil na parkovišti Manchesterské královské nemocnice.

### 1979
Než zaútočil znovu, uplynul téměř rok. V té době 8. listopadu 1978, zemřela jeho matka Kathleen ve svých devětapadesáti letech.
4. dubna 1979 zabil devatenáctiletou bankovní úřednici Josephine Whitakerovou. Zaútočil na ni v Saville Park Moor v Halifaxu, zatímco šla domů. Navzdory novému právnickému důkazu, snaha policie byla rozptýlena na několik měsíců kvůli příjmu nahrané zprávy, která prohlašovala, že pochází od vraha. Zpráva se posmívala zástupci policejního ředitele Georgi Oldfieldovi, který vedl vyšetřování. Na základě nahrané zprávy začal policie vyhledávat muže s wearsideským přízvukem, který byl zúžen na pocházející z Castletownské oblasti Sunderlandu. Zpráva se mnohem později ukázala být falešnou.
Šprýmař, přezdívaný "Wearside Jack", poslal policii dva dopisy v roce 1978, které se holedbaly Rozparovačovými zločiny. Dopisy, podepsané "Jack Rozparovač", utvrzovaly zodpovědnost autora za vraždu šestadvacetileté Joan Harrisonové v Prestonu v listopadu 1975. John Samuel Humble, nezaměstnaný alkoholik a trvalý bydlící z Ford Estateské oblasti Sunderlandu (míli od Castletownu), byl 20. října 2005 obviněn z pokusu o zvrácení směru spravedlnosti (neboli úmyslného maření výsledku vyšetřování či soudu) zasíláním falešných dopisů a nahrávky a následně uvržen do vazby. 21. března 2006 byl Humble usvědčen a odsouzen k osmi letům vězení.
1. září zavraždil dvacetiletou Barbaru Leachovou. Leachová byla studentka Bradfordské university zabitá v Ashgrove, blízko univerzity a místa, kde bydlela v podnájmu. Šlo o jeho šestnáctý útok. Vražda ženy, která nebyla prostitutka, opět zneklidnila veřejnost a podnítila drahou reklamní kampaň, která zdůrazňovala wearsidskou spojitost. Navzdory falešné wearsidské stopě, byl dotazován při minimálně dvou dalších příležitostech roku 1979. I přes několik odpovídajících právnických vodítek a přes to, že byl na seznamu 300 jmen v souvislosti s pětilibrovou bankovkou, nebyl nijak zvlášť podezříván. Úhrnem byl dotazován policií při devíti příležitostech.

### 1980
V dubnu 1980 byl zatčen. Za řízení vozidla pod vlivem alkoholu. Zatímco čekal soud na toto obvinění, zabil dvě ženy a další dvě napadl. Jednou ze zavražděných byla sedmačtyřicetiletá Marguerite Wallsová v noci 20. srpna, a dvacetiletá Jacqueline Hillová, studentka leedské university, v noci 17. listopadu. Oběti napadení pak byly čtyřiatřicetiletá doktorka Upadhya Bandarová, napadená v Leedsu 24. září, a šestnáctiletá Theresa Sykesová, na níž zaútočil v Huddersfieldu v noci 5. listopadu.

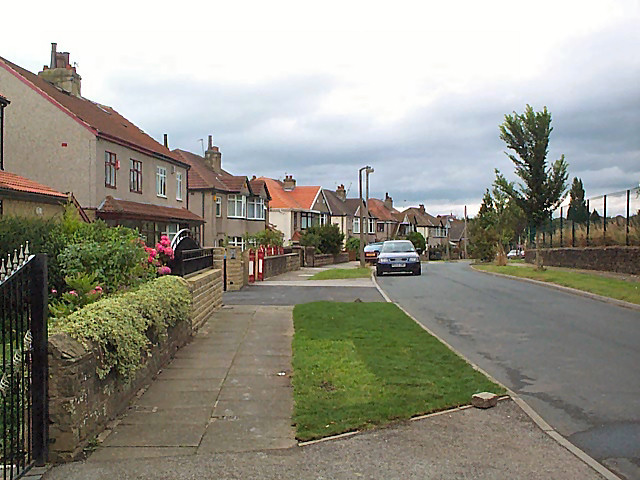
Garden Lane v Heatonu, domov Petera Sutcliffa, kde byla po jeho zatčení provedena domovní prohlídka.

Jeden z jeho přátel blíže neurčeného pohlaví jej 25. listopadu nahlásil policii jako podezřelého. Tato informace se ztratila v obludném množství již zhotovených záznamů. Sutcliffův známý proto předpokládal, že jej vyšetřovali a shledali nevinným.

## 1981 – zatčení a soud
2. ledna 1981 byl zastaven policií, když vezl čtyřiadvacetiletou prostitutku Olivii Reiversovou na příjezdové cestě Light Trades House v Melbourne Avenue v Broomhillu v Sheffieldu v Jižním Yorkshiru. Policejní kontrola odhalila, že auto bylo opatřeno falešnými registračními značkami a že se jí představil falešným jménem, proto byl zatčen za dopravní přestupek a dopraven do dewsburské policejní stanice v Západním Yorkshire. V Dewsbury byl dotazován v souvislosti s případem Yorskhirského Rozparovače, neboť se jeho tělesné vlastnosti shodovaly s mnoha, které byly známy o vrahovi. Následujícího dne se policie vrátila na místo zatčení a objevila nůž, kladivo a provaz, které odhodil, když policii na chvíli během zatýkání vyklouzl. Druhý nůž si schoval v nádobce splachovače na záchodech na policejní stanici poté, co mu bylo dovoleno záchody použít. Policie obdržela povolení k domovní prohlídce jeho domu na 6 Garden Lane v heatonské městské čtvrti v Bradfordu a přivedla jeho ženu k výslechu.
Když byl svlečen na policejní stanici, měl na sobě pod kalhotami navlečen svetr s otvorem pro krk tvořícím vepředu V. Rukávy měl nataženy na nohy a otvor ve tvaru písmene V odhaloval genitálie. Předek loktů byl vycpaný, aby chránil jeho kolena, když, podle všeho, klečel na tělech svých obětí. Sexuální účel tohoto vystrojení byl považován za zřejmý, ale nedostalo se to na veřejnost, až do roku 2003, kdy vyšla kniha Wicked Beyond Belief: The Hunt for the Yorkshire Ripper (Zkaženější, než lze uvěřit: Hon na Yorkshirského Rozparovače) Michaela Biltona.
Po dvou dnech intenzivního dotazování, odpoledne 4. ledna 1981 zčistajasna prohlásil, že je Rozparovač. V průběhu příštího dne klidně popsal své mnohé útoky. O týdny později také tvrdil, že Bůh mu pověděl, aby ženy zabil. Projevil emoce pouze, když mluvil o vraždě své nejmladší oběti Jayne MacDonaldové, a když byl dotazován ohledně vraždy Joan Harrisonové, kterou prudce zapřel. Byl obžalován v Dewsbury 5. ledna.
Během svého předběžného soudního přelíčení se hájil jako nevinný za 13 případů vraždy, ale vinný ze zabití na základě snížené zodpovědnosti. Základem této obhajoby se stalo jeho prohlášení, že byl nástrojem vůle Boží. Nejprve tvrdil, že slyšel hlasy, když pracoval jako hrobník, které mu přikazovaly zabíjet prostitutky. Prohlásil, že hlasy vycházely z náhrobního kamene zesnulého polského muže Bronislawa Zapolskiho, a že hlasy patřily Bohu.
Také přiznal vinu k sedmi případům pokusu o vraždu. Obžaloba zamýšlela přijmout jeho obhajobu poté, co mu čtyři psychiatři diagnostikovali paranoidní schizofrenii. Nicméně, zúčastněný soudce Justice Boreham, vyžadoval neobyčejně důkladné vysvětlení názoru žaloby. Po dvouhodinovém vysvětlení generálního prokurátora Sira Michaela Haverse, devadesátiminutové přestávce na občerstvení a dalších čtyřiceti minutách právní diskuse, soudce zavrhl obhajobu snížené zodpovědnosti a odborné posudky čtyř psychiatrů, trval na tom, že případem se má zabývat porota. Patřičný soud měl začít 5. května 1981.
Soud trval dva týdny a i přes úsilí soudního rady Jamese Chadwina QC byl shledán vinným z trestného činu vraždy ve všech případech a odsouzený k doživotnímu trestu odnětí svobody. Dotyčný soudce řekl, že jej není možno napravit, a že doufá, že nikdy neopustí vězení. Doporučil minimální lhůtu třiceti let před tím, než by bylo možno zvážit podmíněné propuštění. Toto doporučení zpečetilo fakt, že neměl velkou šanci na osvobození do roku 2011, kdy by mu bylo 65 let.
Po tomto soudu přiznal detektivům dva další útoky. Tehdy bylo rozhodnuto, že žaloba za tyto zločiny byla "nikoliv v zájmu veřejnosti". Policie Západního Yorkshiru dala jasně najevo, že dotyčné oběti ženského pohlaví chtějí zůstat anonymní.

## Vězení a Broadmoorská nemocnice
Trest si začal odpykávat 22. května 1981 v Parkhurském vězení. Navzdory tomu, že byl během svého soudního přelíčení shledán duševně zdravým, brzo byl diagnostikován jako trpící schizofrenií. Přesto byly pokusy o jeho přeložení na zabezpečené psychiatrické oddělení zpočátku blokovány. V době, kdy byl v Parkhurstu, byl poprvé vážně napaden. Útok byl proveden Jamesem Costellem, pětatřicetiletým zločincem z povolání z Glasgowa, který byl několikrát uznán vinným pro násilnosti. 10. ledna 1983 jej pronásledoval do zákoutí F2, nemocničního křídla v Parkhurstském vězení. Dvakrát mu vrazil rozbitý hrnek na kafe do levé půlky obličeje, což způsobilo čtyři samostatné rány, které si dohromady vyžádaly celkem 30 stehů.  V březnu roku 1984 byl přesunut do Broadmoorské nemocnice, podle sekce 47 Zákona o psychickém zdraví roku 1983.
Jeho žena Sonia dosáhla odluky roku 1982 a rozvodu v dubnu 1994. 23. února 1996 byl znova napaden ve své soukromé místnosti v broadmoorské nemocnici. Paul Wilson, usvědčený lupič, jej požádal o zapůjčení videokazety, předtím, než se ho pokusil zaškrtit (k smrti uškrcením) kabelem z páru stereo-sluchátek. Dva další vrazi, Kenneth Erskine ("stockwellská škrticí klapka") a Jamie Devitt, zasáhli, neboť uslyšeli jeho výkřiky.
Poté, co na něj spoluvězeň Ian Kay 10. března 1997 zaútočil perem, přestal vidět na levé oko, a i jeho pravé oko bylo velmi poškozeno. Kay připustil, že se jej pokusil zabít, a bylo přikázáno jeho zadržení v zabezpečené psychiatrické léčebně bez časového limitu. Pověsti naznačovaly, že on sám obdržel téměř 200 000 liber (5 865 443 korun) jako odškodnění za útok, nicméně západolondýnská správa duševního zdraví, která provozuje broadmoorskou nemocnici, uveřejnila prohlášení, uvádějící, že žádné odškodnění nebylo vyplaceno v souvislosti s touto událostí. V roce 2003 byla podána zpráva o tom, že mu byla diagnostikována cukrovka.
Přestože dostal doživotní trest odnětí svobody od soudu, mohl být propuštěn, pokud by se výbor pro podmínečné propuštění rozhodl, že už nepředstavuje nebezpečí pro veřejnost. Původně byl odsouzen k minimu třiceti let, takže mohl být z vězení propuštěn roku 2011, neboť článek, podle kterého byl jeho trest zvýšen, byl později Evropským soudem pro lidská práva a Nejvyšším soudem prohlášen za neplatný. Hlavní bod sporu spočívá v tom, že nepřetržité uvěznění Sutcliffa a dalších doživotních vězňů je v současné době kontrolován politikem – ministr vnitra – více než příslušníkem soudní moci. Slyšení Evropského soudu pro lidská práva, které započalo v únoru 2007, hodnotí, zda je doživotní trest odnětí svobody překročením lidských práv. Pokud bude doživotní žalář prohlášen nezákonným, budou jeho případy (jakož i dalších vězňů odpykávajících si takový trest v Evropě) předány soudu k novému posouzení.
Nebyl uveden na seznamu ministerstva vnitra pětatřiceti vrahů z Anglie a Walesu, kterým bylo rozličnými soudci a politiky povězeno, že už nikdy, nikdy neopustí vězení, uveřejněného pozdě roku 2006.
Jeho otec zemřel roku 2004 a byl zpopelněn. 17. ledna 2005 mu bylo dovoleno navštívit město Grange-over-Sands, kde byl rozptýlen otcův popel. Rozhodnutí dovolit dočasné propuštění bylo uvedeno Davidem Blunkettem a později schváleno Charlesem Clarkem, když ten převzal funkci ministra vnitra. Sutcliffe byl doprovázen čtyřmi členy nemocničního personálu. Přestože již uplynulo 25 let od Rozparovačových vražd, jeho návštěva byla stále středem pozornosti titulků na prvních stranách bulvárních plátků.
22. prosince 2007 byl znovu napaden. Spoluvězeň Patrick Sureda na něj zaútočil železným příborovým nožem. On sám pak reagoval tak, že sebou hodil dozadu a čepel jídelního nože minula jeho pravé oko, namísto toho jej bodla do tváře.
17. února 2009 bylo oznámeno že byl shledán „způsobilým k tomu, aby opustil Broadmoor“ (fit to leave Broadmoor).  Pokud bude ministerstvo spravedlnosti souhlasit s rozhodnutím psychiatrů, bude vrah zaslán do středně zabezpečeného oddělení, kde by mu mohlo být dovoleno krátké propuštění a ospravedlnění.

## Kritika Policie Západního Yorkshiru
Policie Západního Yorkshiru byla kritizována za to, že byla nedostatečně připravena na takto rozsáhlé vyšetřování. Případ byl jedním z největších vyšetřování britských policejních sil všech dob, a probíhal v době před využitím počítačů v kriminálních případech. Informace o podezřelých byly zaznamenávány na ručně psaných kartotéčních lístcích. Vedle potíží se skladováním a přístupem k takové hromadě papírování (podlaha příslušné místnosti musela být vyztužena, aby unesla váhu všeho zahrnutého papíru) bylo pro policejní důstojníky obtížné využívat a vyznat se v tomto přílišném množství informací. On sám byl vyslýchán celkem devětkrát, ale všechny informace, které policie o jeho případu měla k dispozici, byly skladovány ve formuláři dělajícím křížek za náročným úkolem.
Zástupce policejního ředitele George Oldfield byl kritizován za to, že se příliš zaměřoval na "I'm Jack" ("Jsem Jack") Wearsideskou podvodnou kazetu a dopisy. Prvotní vyšetřování k nim spíše nepřihlíželo jako k předmětu zkoumání. Jeho úhel pohledu odvedl pozornost od něj, neboť neodpovídal profilu toho, kdo dopisy a kazetu odeslal. Úřední odezva na tuto kritiku pak vedla k zavedení předchůdce Systému rozsáhlého závažného vyšetřování ministerstva vnitra, nejprve skrze rozvoj MICA (Major Incident Computer Application), které bylo vyvinuto mezi Policií Západního Yorkshiru a ISIS Computer Services.
V roce 1988 matka poslední oběti svědčila u soudu o tom, že policie selhala v užití přiměřené snahy k dopadení vraha její dcery. Sněmovna lordů se domnívala, že policejní ředitel Západního Yorkshiru nedostál povinné pozornosti k matce; jinými slovy, že policie provedla v určité míře nedbalé vedení kriminálního vyšetřování.

## Byfordova zpráva
Ministerstvo vnitra vydalo 1. června 2006 zprávu policejního inspektora policie Sira Lawrence Byforda z roku 1981 o oficiálním zkoumání Rozparovačova případu. Část dokumentu nazvaná "Description of suspects, photofits and other assaults" ("Popis podezřelých, rekonstrukce obličejů a další útoky") zůstává cenzurována ministerstvem vnitra. Částečně cenzurována byla i sekce o Sutcliffových "is".
Odkazujíc na období mezi lety 1969 (kdy policie poprvé zaznamenala Sutcliffa) a 1975 (rokem, kdy byla zavražděna Wilma McCannová, první oběť) zpráva uvádí: "Je zde nezvyklé a neobjasněné období klidu v Sutcliffových kriminálních aktivitách a je možné, že v té době provedl další útoky na prostitutky a osamocené ženy." Roku 1969 přešel Sutcliffe, popsaný v Byfordově zprávě jako "jinak nijak pozoruhodný mladý muž", v pozornost policie při dvou příležitostech v souvislosti s událostmi zahrnujícími prostitutky. Zpráva řekla, že je jisté, že alespoň při alespoň jedné příležitosti napadl bradfordskou prostitutku obuškem. Také byl roku 1969 zatknut ve čtvrti prostitutek dotyčného města vybaven kladivem. Nicméně, spíše, než aby věřili, že chtěl/mohl použít kladivo jako útočnou zbraň, strážníci, kteří ho zatkli, považovali za samozřejmé, že byl lupič, a byl obviněn z toho, že "šel vybavený k loupení".
Byfordova zpráva uvádí: "Domníváme se, že je vysoce nepravděpodobné, že zločiny, ze kterých byl Sutcliffe obviněn a usvědčen, jsou jediné, které je mu možno přisoudit. Tato domněnka je posílena prozkoumáním detailů jistého počtu útoků na ženy počínaje rokem 1969, které, do určité míry, zjevně spadají do Sutcliffova celkového zavedeného postupu při útocích. Musím rychle dodat, že se cítím jistý v tom, že nadřízení policejní důstojníci v oblastech, kterých se to týká, jsou též dbalí této možnosti, nicméně, abych se ujistil, že z dostupných informací je zhotoven dokonalý úsudek, sjednal jsem s nimi účinnou spolupráci." Policie identifikovala množství útoků, které odpovídaly jeho postupu při zločinu, a pokoušela se vraha vyslýchat, ale přesto nebyl nikdy obviněn z dalších zločinů.
Nejdůležitější závěry Byfordovy zprávy byly obsaženy ve shrnutí uveřejněném zástupcem britského ministra vnitra Williamem Whitelawem, ale to je poprvé, kdy byly přesné detaily pokaženého policejního vyšetřování vyzrazeny. Sir Lawrence popsal odklady ve sledování životně důležitých upozornění od Trevora Birdsalla, Sutcliffova kolegy od roku 1966. Birdsall zaslal anonymní dopis na policii, text, který vypadal takto:
"Mám dobré důvody k tomu, abych teď [sic] muže, kterého se snažíte vypátrat v případu Rozparovače. Tento muž jako [sic] jednání s prostitutkami a na ně byl lechtivý... Jeho jméno a adresa je Peter Sutcliffe, 6 Garden Lane, Heaton, Bradford. Pracuje pro Clarke's [sic] Transport, Shipley."
Tento dopis byl označený slovy "Priority No 1" ("Priorita č. 1"). Na základě tohoto dopisu byl vytvořen kartotéční lístek a policistka odhalila, že Sutcliffe již v záznamech měl tři existující kartotéční lístky. Nicméně, "z nějakých nevysvětlitelných důvodů", uvádí Byfordova zpráva, papíry setrvaly v kartotéce v záznamové místnosti až do vrahova zatčení 2. ledna téhož roku.
Birdsall navštívil Bradfordskou policejní stanici den poté, co zaslal dopis, aby zopakoval své zlé tušení ohledně Sutcliffa. Birdsall přidal, že byl se Sutcliffem, když ten vystoupil z auta a hnal se za ženou, se kterou měl hádku ve výčepu v Halifaxu 16. srpna 1975. To bylo datum a místo útoku na Olive Smelt. Zpráva nashromážděná za jeho návštěvy byla ztracena, vzdor "zevrubnému hledání", které podle Byfordovy zprávy proběhlo poté, co byl pachatel zatčen. Byford uvádí:
"Neschopnost využít výhodu, kterou poskytl Birdsallův anonymní dopis a jeho návštěva policejní stanice byla opět drsnou ukázkou postupujícího úpadku celkové výkonnosti hlavní místnosti se záznamy. Zapříčinilo to fakt, že Sutcliffe byl na svobodě více než měsíc, když mohl být dost dobře ve vazbě. Díky bohu není důvod k tomu, abychom si mysleli, že v té době spáchal jakékoli další vražedné útoky."